# The Hitchhiker's Guide to the Galaxy (film)

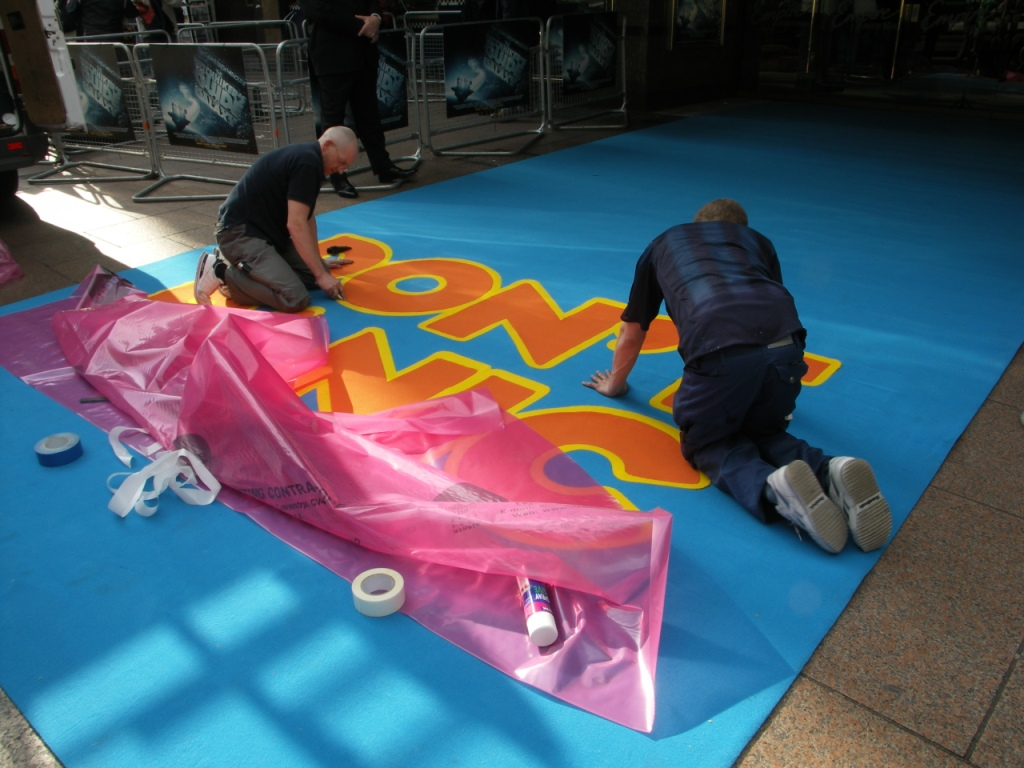
Voorbereidingen voor opnames van The Hitchhiker's Guide to the Galaxy op Leicester Square, Londen

The Hitchhiker's Guide to the Galaxy is een Britse komische sciencefictionfilm uit 2005, gebaseerd op het gelijknamige boek (in Nederlandse vertaling: Het transgalactisch liftershandboek) van Douglas Adams. De film werd geregisseerd door Garth Jennings. Hoofdrollen werden vertolkt door Martin Freeman, Mos Def, Zooey Deschanel en Sam Rockwell.

## Verhaal
In de opening van de film vertelt de gids (Stephen Fry) aan de kijker dat de dolfijnen, de op een na slimste wezens op aarde, voelden aankomen dat de aarde spoedig vernietigd zou worden. Ze probeerden de mensheid te waarschuwen, maar tevergeefs. Daarom verlieten ze de aarde met als laatste boodschap ”tot ziens, en bedankt voor de vis”.
De rest van de film draait om een aardbewoner genaamd Arthur Dent. Terwijl zijn huis wordt gesloopt om plaats te maken voor een rondweg wordt hij door zijn vriend Ford Prefect meegenomen naar een bar. Daar vertelt Ford hem dat hij in werkelijkheid een buitenaards wezen is, en dat de aarde spoedig vernietigd zal worden om plaats te maken voor een intergalactische snelweg. Niet veel later verschijnen duizenden ruimteschepen van een Vogon planeetvernietigingsteam boven de aarde. Ford kan zichzelf en Arthur tijdig in veiligheid brengen door mee te liften op een van de schepen. De twee worden aan boord echter betrapt, en moeten voor straf luisteren naar Vogon-gedichten; de op twee na ergste in het heelal. Uiteindelijk worden de twee uit de luchtsluis gegooid, en opgepikt door een schip genaamd Heart of Gold. Aan boord ontmoeten ze Fords semi-halfbroer, Zaphod Beeblebrox, de president van de Melkweg, Tricia McMillan, en Marvin de paranoïde androïde.
Zaphod geeft te kennen de planeet Magrathea te willen bezoeken, waar hij de vraag bij Het antwoord op de ultieme vraag over het Leven, het Universum, en Alles kan vinden. Deze vraag zou aansluiten bij het antwoord "42", dat de supercomputer Deep Thought ooit gaf. Om de locatie van Magrathea te vinden moet Zaphod eerst Humma Kavula bezoeken, zijn rivaal bij de aankomende verkiezingen. Kavula stemt toe de locatie te geven, op voorwaarde dat ze voor hem een Point-of-view pistool meenemen gemaakt door Deep Thought. Bij het verlaten van de planeet wordt Trillian gevangen door de Vogons. De anderen moeten gedwongen afreizen naar de Vogon thuisplaneet om haar te redden van een executie. Dit lukt, ondanks de zware bureaucratie op de planeet. Trillian ontdekt ondertussen dat Zaphod onbewust toestemming had gegeven tot de vernietiging van de aarde.
De Heart of Gold reist vervolgens af naar Magrathea, achtervolgd door de Vogons onder leiding van de galactische vicepresident Questular Rontok. Op de planeet reizen Zaphod, Ford, en Trillian door een poort naar Deep Thought, waar ze het Point-of-View pistool vinden. Trillian gebruikt dit pistool om Zaphod te laten weten hoe zij over de vernietiging van de aarde denkt. Ondertussen lopen Arthur en Marvin een Magrathean genaamd Slartibartfast tegen het lijf. Hij neemt Arthur mee naar een werkplaats waar de Aarde II wordt gebouwd. Vervolgens stelt hij Arthur voor aan twee pan-dimensionale wezens, die momenteel de gedaante van muizen hebben. Deze wezens onthullen dat de aarde in werkelijkheid een supercomputer was, gemaakt om een goede vraag te verzinnen bij het antwoord dat Deep Thought ooit had gegeven. Daar Arthur de laatste levende bewoner van deze computer is, heeft hij mogelijk deze vraag in zijn geheugen zitten. Derhalve willen de wezens hem ontleden. Arthur kan echter ontkomen.
Buiten wordt het hele gezelschap door Vogons aangevallen. Marvin gebruikt het Point-of-View-pistool om de Vogons depressief te maken, zodat ze niet meer willen vechten. Aan het eind van de film is de Aarde II zo goed als voltooid. Arthur besluit met Trillian het universum te gaan verkennen en de bouw van de aarde over te laten aan Slartibartfast. Hun eerste stop wordt Het Restaurant aan het Eind van het Heelal.

## Rolverdeling
| Acteur            | Personage              | Opmerkingen |
| ----------------- | ---------------------- | ----------- |
| Martin Freeman    | Arthur Dent            |             |
| Mos Def           | Ford Prefect           |             |
| Sam Rockwell      | Zaphod Beeblebrox      |             |
| Zooey Deschanel   | Trillian               |             |
| Warwick Davis     | Marvin                 |             |
| Alan Rickman      | Marvin                 | stem        |
| Stephen Fry       | Verteller / de gids    | stem        |
| Bill Nighy        | Slartibartfast         |             |
| Bill Bailey       | De potvis              | stem        |
| Anna Chancellor   | Questular Rontok       |             |
| Richard Griffiths | Prostetnic Vogon Jeltz | stem        |
| John Malkovich    | Humma Kavula           |             |
| Simon Jones       | Ghostly Image          |             |
| Thomas Lennon     | Eddie de Computer      | stem        |
| Kelly Macdonald   | Reporter               |             |

## Achtergrond

### Productie
Plannen voor een filmversie van Het transgalactisch liftershandboek bestonden al sinds de eerste radioserie. In 1982 kocht Columbia Pictures de rechten op Adams' boek, maar de productie kwam niet van de grond. In de jaren erop hielden meerdere producers en regisseurs zich bezig met pogingen Het transgalactisch liftershandboek te verfilmen. Onder andere Terry Jones, Ivan Reitman, James Cameron, Spike Jonze, en Jay Roach hielden zich ermee bezig. Adams zelf zag een verfilming ook als een van de belangrijkste doelen in zijn carrière. In 1983 verhuisde hij zelfs naar Californië voor een mogelijke verfilming van zijn werk. In 1997 kocht Disney de filmrechten, maar tegen 2000 verloren zij interesse in het project. In 2003 kwam de productie pas definitief op gang.
In een interview in Slashdot meldde Robbie Stamp, een van de producenten van de film, de volgende zaken over de selectie van de acteurs:
- Het lastigste personage om te vinden was de stem voor de gids zelf. Stephen Fry was Douglas’ eigen keuze.
- Volgens Douglas was Arthur Dent het enige personage dat echt Brits moest zijn.

Tevens vertelde hij dat de scenarioschrijvers een hoop vrijheid kregen bij de productie van de film. Onder andere de Point of View-gun is door de scenarioschrijvers voor de film bedacht en niet overgenomen uit een voorgaande incarnatie van Het transgalactisch liftershandboek. Ook krijgen Arthur en Trillian in de film een relatie, iets dat in de andere versies niet gebeurt.
De decors van de film, met name die van de planeet Magrathea, werden verzorgd door Cinesite.

### Filmmuziek
De muziek van de film werd exclusief uitgebracht in de iTunes Music Store op 12 april 2005, twee weken voor de komst van de cd.
De cd kwam uit op 26 april 2005, en werd uitgegeven door Hollywood Records. De cd bevat 33 tracks. Het nummer "Huma's Hymn" is noemenswaardig voor het feit dat het is opgenomen in de St. Michaels Kerk in Highgate, Londen, door leden van een lokaal kerkkoor en vrijwilligers.

### Notities
- De tekeningen van het boek werden gemaakt door de Britse tekenstudio Shynola.
- De opnames van de dolfijnen in de openingsscène waren gemaakt in Loro Parque in Tenerife.
- De film werd aangeprezen als een Hollywood Pictures-film, maar werd uiteindelijk uitgebracht door Touchstone Pictures.
- In de flashback waarin Arthur Ford redt van een aanrijding, is de auto die bijna tegen Ford botst een echte Ford Prefect.
- Alle acteurs hadden reeds een contract getekend voor een eventuele vervolgfilm.
- In de film zijn meerdere cameo's te zien van Douglas Adams. De bekendste is helemaal op het eind, wanneer The Heart of Gold verdwijnt door de oneindige-onwaarschijnlijkheidsaandrijving en men even Adams' gezicht ziet.[1]

## Prijzen en nominaties
| jaar | prijs                 | categorie                          | genomineerde(n) | uitslag     |
| ---- | --------------------- | ---------------------------------- | --------------- | ----------- |
| 2005 | Artios                | Best Feature Film Casting – Comedy | Marcia Ross     | genomineerd |
| 2005 | Golden Trailer Awards | Meest originele                    | -               | gewonnen    |
| 2005 | Golden Trailer Awards | Beste voice-over                   | -               |             |
| 2005 | Teen Choice Award     | Choice Movie: Action/Adventure     | -               | Genomineerd |
| 2005 | Teen Choice Award     | Choice Rap Artist in a Movie       | Mos Def         | Genomineerd |
| 2006 | Empire Award          | Beste Britse film                  | -               | Genomineerd |
| 2006 | Empire Award          | Beste comedy                       | -               | Genomineerd |